# Agrotis bosqina
Agrotis bosqina är en fjärilsart som beskrevs av Emilio Berio 1986. Agrotis bosqina ingår i släktet Agrotis och familjen nattflyn. Inga underarter finns listade i Catalogue of Life.